# Kenvreuriezh ar Viniaouerien
Pour les articles homonymes, voir KAV.
La Kenvreuriezh ar Viniaouerien (Confrérie des sonneurs de biniou), ou KAV, est un groupe de musique bretonne crée en 1932 à Paris par Hervé Le Menn sur le modèle des pipe band écossais. Sa forme préfigure celle des bagad qui apparaissent lors de la décennie suivante.

## Historique

### Débuts
Plusieurs Bretons émigrés à Paris, Hervé Le Menn, Dorig Le Voyer, et Robert Audic, décident en 1932 de fonder la Kenvreuriezh Ar Viniaouerien, ou confrérie des sonneurs, ensemble musical inspiré des pipe bands et regroupant cornemuses, bombardes et percussions.
La KAV compte jusqu'à une trentaine de membres avant-guerre, et doit se procurer des instruments par plusieurs biais. Ils obtiennent par un mécène plusieurs instruments écossais (cornemuses, percussions), et essaient de faire fabriquer par un luthier parisien des bombardes, mais sans que les modèles produits ne donnent satisfaction aux musiciens. 
Dorig Le Voyer se lance alors dans la fabrication d'instruments, et opère à cette époque à des choix qui vont influencer durablement le mouvement : le Si {\displaystyle \flat } est choisi comme tonalité unique pour les bombardes, une échelle moderne pour les instruments est fixée, et la veuze est mise à l'écart.
L'exemple parisien ne tarde pas à être connu en Bretagne et à y inspirer des musiciens bretons. En 1937, réunis à Plougastel lors du XXVIIe congrès du Bleun-Brug, des sonneurs forment le vœu de voir se créer une formation semblable en Bretagne.
À Paris, l'accent ne tarde pas à être mis sur la formation de nouveaux musiciens, et Le Menn déclare vouloir voir s'ouvrir des écoles enseignant le biniou. La Seconde Guerre mondiale remet en question ces projets ; Dorig Le Voyer est démobilisé après les hostilités, et décide de s'établir à Rennes où il se rapproche du cercle celtique de Rennes.

### Après-guerre
(février 2024).
Si vous disposez d'ouvrages ou d'articles de référence ou si vous connaissez des sites web de qualité traitant du thème abordé ici, merci de compléter l'article en donnant les références utiles à sa vérifiabilité et en les liant à la section « Notes et références ».

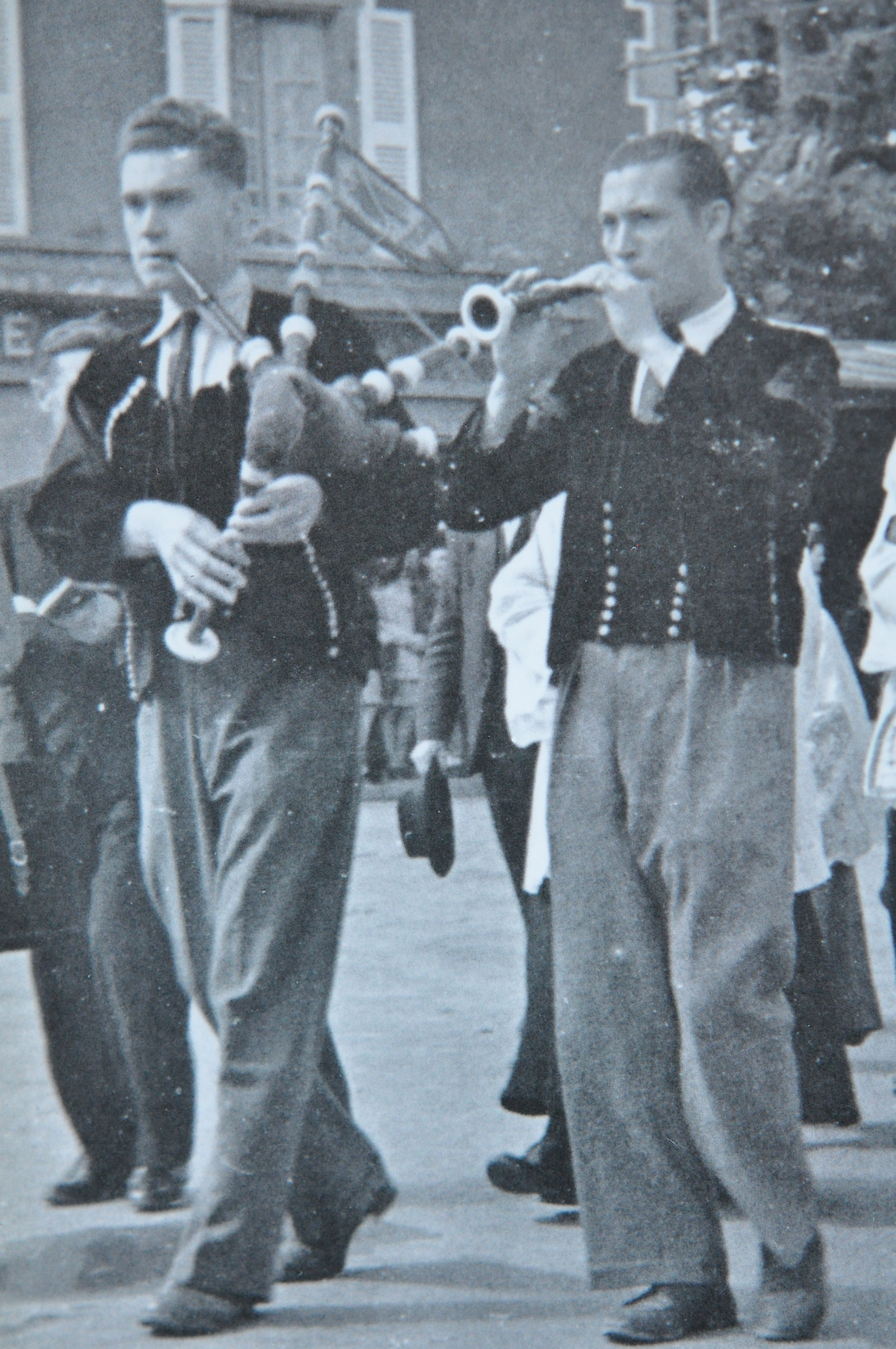

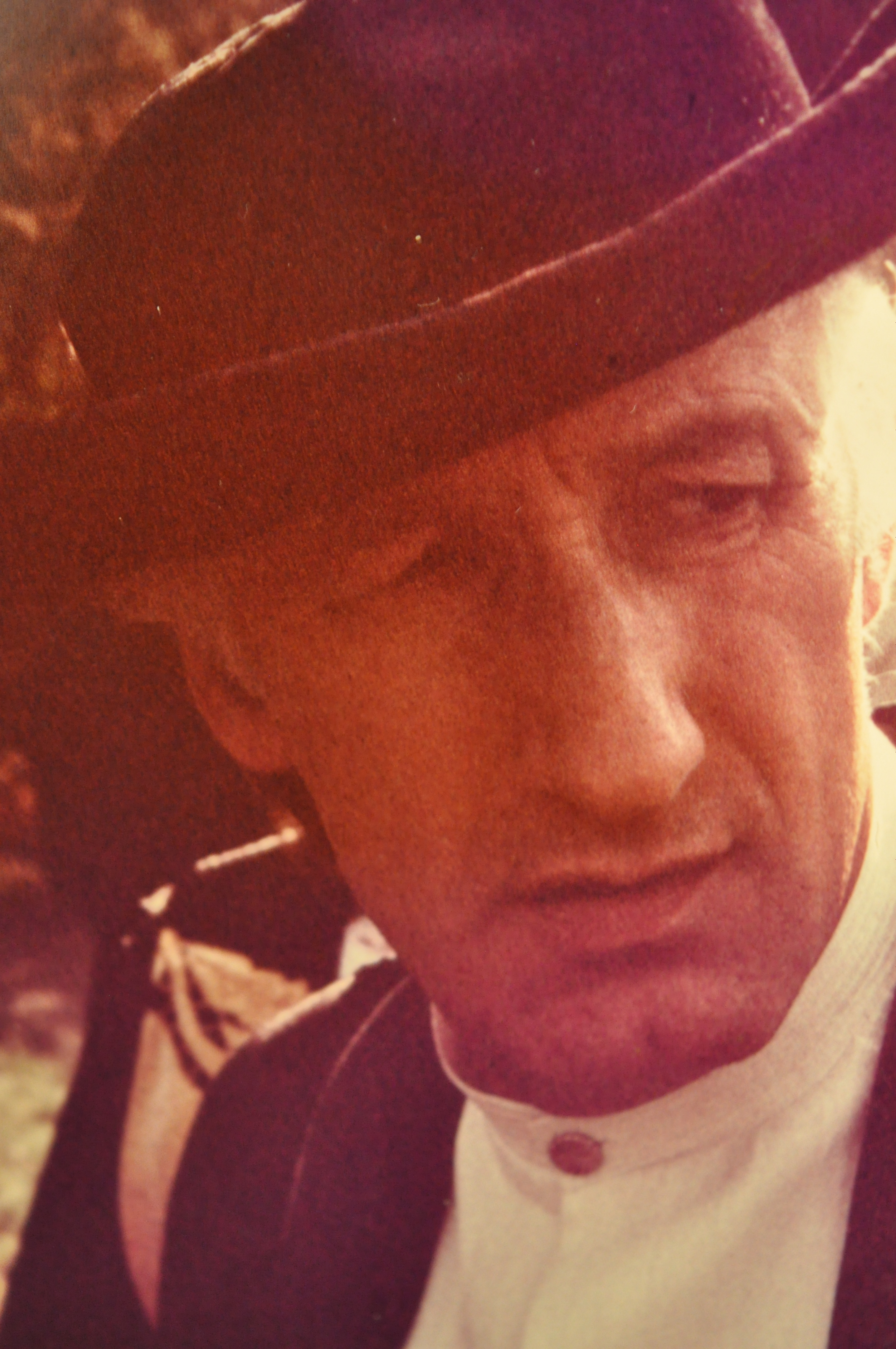

Charles Pletsier devient Président de la KAV au début des années 50, succédant à Hervé Le Menn. Il la fait évoluer pour devenir un ensemble constitué d’un pupitre de bombardes et d’un pupitre de biniou koz, auxquels se joignent parfois des tambours.
Autre évolution majeure, la KAV sonne désormais en gamme ancienne, différente de la gamme tempérée usuelle ; elle permet entre autres de jouer en mode majeur ou en mode mineur avec le même doigté sur les instruments.

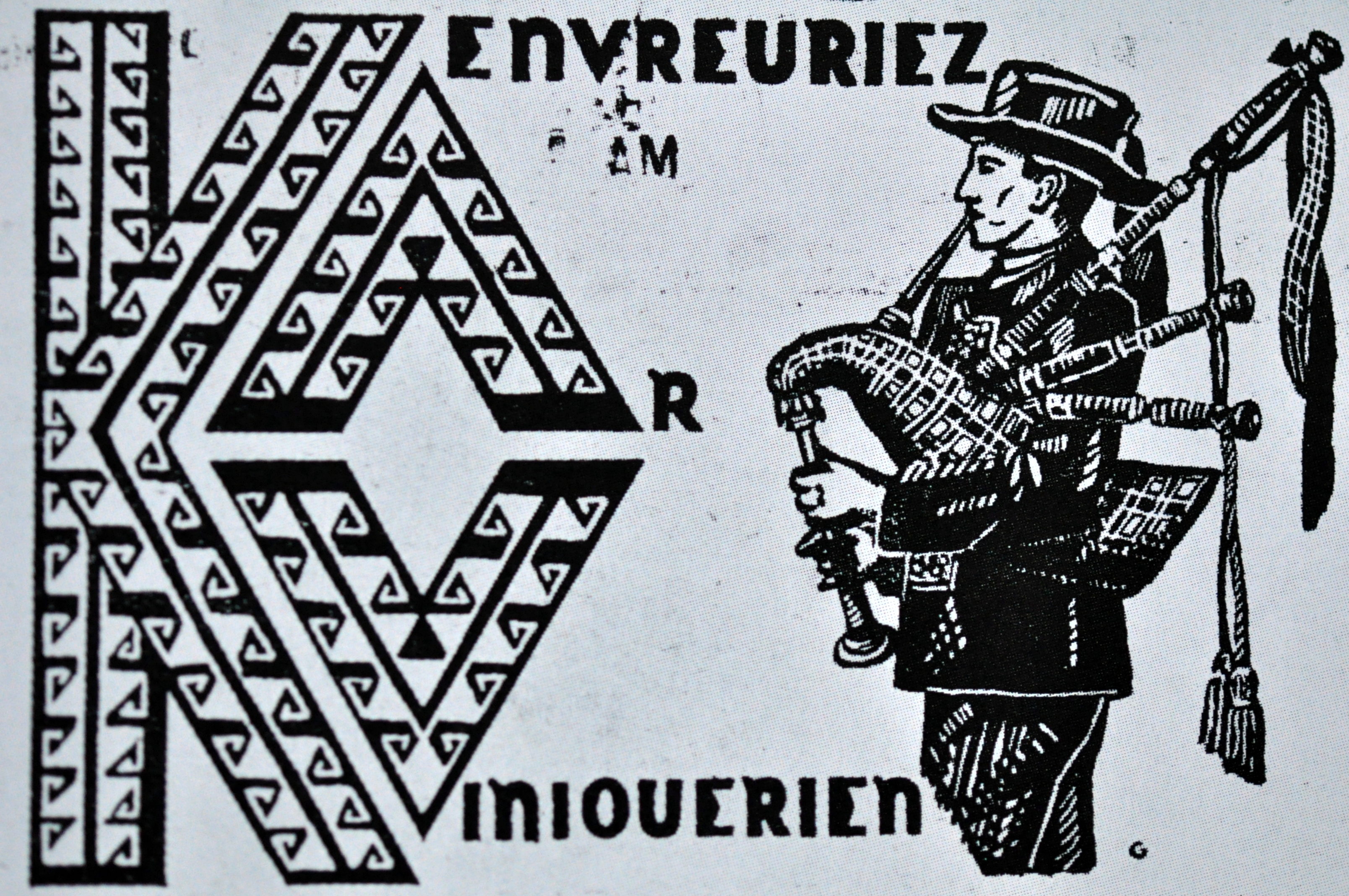

La Kenvreuriez Ar Viniaouerien effectuait chaque année plusieurs prestations en public, en sonnant en particulier à Paris pour le grand pardon de la Saint-Yves, créé en 1951 par l’abbé Gautier, fondateur de la Mission Bretonne. 
Après avoir joué des marches, des mélodie, et des airs de danse sur l’estrade située dans les Arènes de Lutèce, elle participait au grand défilé final. Jusque dans les années 80, il rassemblait plusieurs milliers de Bretons de la région parisienne.
Dans les années 70, la KAV comportait une trentaine de membres actifs.

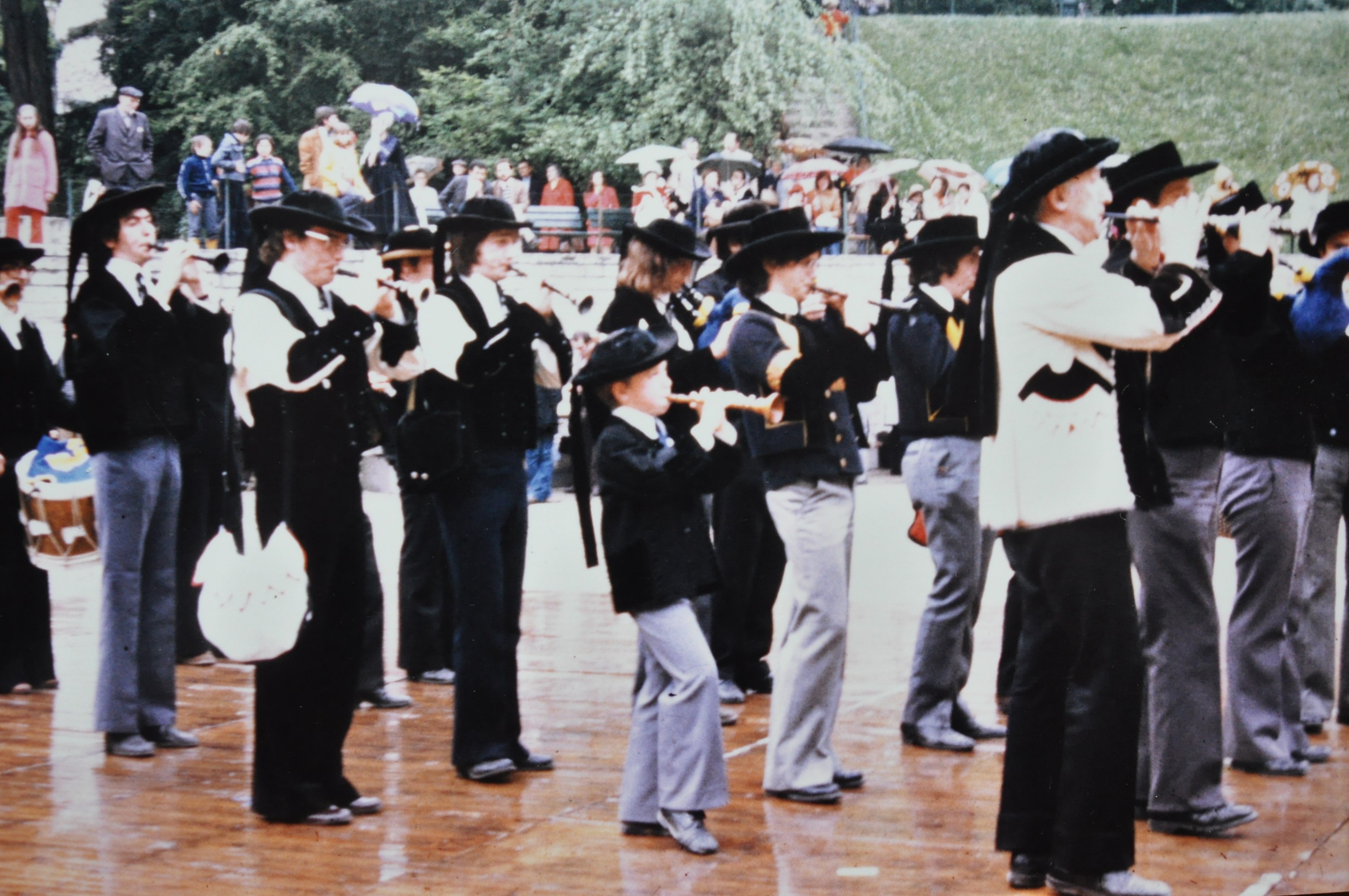

Par son enseignement et sa pédagogie, incitant chacun des membres de la KAV à jouer à la fois de la bombarde et du biniou koz, ainsi qu'à pratiquer les danses bretonnes de nombreux pays bretons avec l'aide de Jacques Lantuejoul, Charles Pletsier a formé des dizaines de nouveaux musiciens bretons, leur apprenant également à sonner en « couple » (association d’un sonneur de bombarde et d’un sonneur de biniou koz). Il insistait particulièrement sur le fait qu'il est indispensable de maîtriser la danse du terroir que l'on sonne pour bien jouer.Charles Pletsier a par ailleurs déposé un modèle d’anches de sa conception chez le fabricant Glotin à Ezanville (département Val d’Oise), qui étaient livrées gougées, taillées et effilées, qu’il n’y avait plus qu’à monter et gratter. Ce modèle d’anches portait le nom de Charles Pletsier, qui avait écrit un document donnant tous les conseils minutieux nécessaires pour parvenir au but visé.

## Publications

### Discographie
- Ensemble instrumental Gwir Biniou de la K.A.V. (Kenvreuriezh Ar Viniaouerion), Souvenir de Bretagne Monde Melody MM 3369
- Léon Donnio et Charles Pletsier, DASTUM, magnétothèque nationale bretonne, cahier de musique traditionnelle N°4 « Pays de LOUDEAC»

### Livres
- « Binious et bombardes », Charles Pletsier, Président de Kenvreuriezh Ar Viniaouerion, Dossier « Breiz =Bretagne", L’Escargot Folk, N° 59, novembre 1978
- Méthode de fabrication des anches, Charles Pletsier, Fonds propre

## Sources

### Articles liés
- bagad
- Hervé Le Menn